# Acide tricarballylique
L’acide tricarballylique, également appelé acide propane-1,2,3-tricarboxylique, ou encore acide β-carboxyglutarique, est un acide tricarboxylique connu pour être un inhibiteur de l'aconitase, enzyme qui isomérise le citrate en isocitrate dans le cycle de Krebs.
On trouve des esters de l'acide tricarballylique dans plusieurs produits naturels, par exemple des mycotoxines telles que la fumonisine.